# 西阪太志
西阪 太志（にしさか ふとし）は、NHKのアナウンサー。

## 来歴・人物
兵庫県宝塚市出身。兵庫県立宝塚東高等学校、早稲田大学卒業後、2010年入局。入局後は主にスポーツ中継を担当している。
アナウンススクールは東京アナウンスセミナー出身。
好きな食べ物は甘味全般。

## 現在の担当番組
- 各種スポーツ中継

## 過去の担当番組

### 鳥取放送局時代（2010年度 - 2011年度）
- 鳥取県のニュース・中継・リポート

### 岐阜放送局時代（2012年度 - 2017年8月）
- ほっとイブニングぎふ（望月豊のキャスター代行など）
- ニュース855岐阜
- 着信御礼!ケータイ大喜利（2013年8月3日）
- ニュースウオッチ9（廣瀬智美のソチオリンピックの取材に伴うスポーツキャスター代行）2014年2月3日 - 7日
- NHKニュースおはよう日本（西堀裕美のスポーツキャスター代行）2014年9月1日 - 5日

### 札幌放送局時代（2017年8月 - 2020年度）
- NHKニュースおはよう北海道（2017年8月7日 - 2020年3月27日）キャスター
- 北海道道（不定期）キャスター

### 釧路放送局時代（2021年度）
- ほっとニュース北海道釧路（総合　平日18:50 - 18:55）
- ニュース、気象情報（ラジオ第一　平日17:55 - 18:00）
- ニュース、気象情報（ラジオ第一　平日18:57 - 19:00）

### 東京アナウンス室時代（2022年度 - ）
- NHKニュースおはよう日本 - スポーツキャスター（土曜・日曜・祝日）（2022年4月9日 - 2024年3月31日）
- NHKニュースおはよう日本 2022 FIFAワールドカップ現地リポーター（2022年11月 - 2022年12月）